# Praktica L

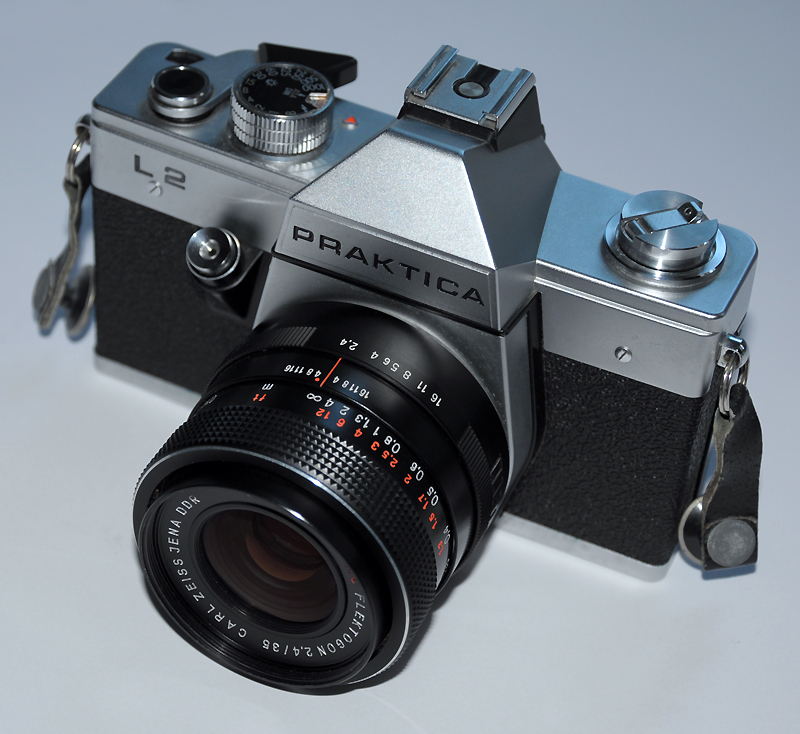
Praktica L 2

Die Praktica L ist eines der Spiegelreflexkameramodelle aus der Praktica-Serie des Herstellers Pentacon aus Dresden.
Das L in der Bezeichnung kennzeichnet den Lamellenverschluss aus Stahl, der den Gummituchverschluss der Vorgänger ablöste. Dieser neue vertikal ablaufende Stahllamellenschlitzverschluss war endlich nahezu verschleißfrei sowie temperaturunabhängig. Die wichtigsten Merkmale dieser neuen Kameralinie, die 1969 mit den Modellen L, LLC und LTL eingeführt wurde, waren:
- Belichtungszeiten von 1–1/1000 s sowie B
- M42 Schraubgewinde-Anschluss
- Rückkehrspiegel mit fast ununterbrochener Bildbeobachtung
- je nach Bauart Außen-, Innenlichtmessung, oder gar keine Belichtungsmessung (z. B. Modell L)
- je nach Bauart Belichtungsmessung bei Offenblende (LLC) oder bei Arbeitsblende (LTL)
- je nach Bauart manuelle Handhabung (L), Halbautomatik oder Automatik (EE2, EE3)
- Pentacon Loading Schnellladesystem für das Filmeinlegen
- kantige Bauweise, Kamerakörper matt verchromt oder (seltener) schwarz

Die Konstruktionssystematik innerhalb der Grundbauart ließ bei hohem Standardisierungsgrad eine rationelle Fertigung verschiedener Ausführungsarten zu. Trotz der Vielfalt im Kameraangebot der Modellreihen entwickelte sich der Kameratyp mit TTL-Belichtungsinnenmessung bei Arbeitsblende zum erfolgreichsten Typ aller Generationen (z. B. Modelle MTL 5, LTL, Super TL1000).
Nach der Übernahme der Ihagee Kamerwerke GmbH in das Kombinat Pentacon wurde 1969 mit der Exakta RTL 1000 auch eine Variante des Praktica-L-Gehäuses mit Exakta-Bajonett entwickelt. Im Gegensatz zu den Praktica-Versionen wurde sie mit neuen Wechselsuchern ausgerüstet. Die Innenmessung war allerdings nur mit dem TTL-Prismensucher möglich. Mit der Exakta RTL 1000 wurde auch die Innenauslösung der Springblendenfunktion übernommen. Die Anpassung an das vorhandene Zubehörprogramm erforderte weitere Änderungen wie einen zusätzlichen Auslöser auf der linken Seite. Trotz des vergleichsweise hohen Änderungsaufwandes wurde die Produktion schon 1973 wieder eingestellt. Das deutlich umfangreichere Exakta-Zubehörprogramm wurde in der Folge an das M42-Objektivgewinde angepasst, ein markantes Beispiel sind die Balgennaheinstellgeräte. Das Wechselsuchersystem der Exakta RTL 1000 wurde in der Folge bei den Praktica VLC-Gehäusen weiterverwendet, durch die Verlagerung der Innenmessung in den Spiegel konnte jedoch der hohe TTL-Prismeneinsatz entfallen.
Insgesamt wurden von der L-Reihe, die in vier Generationen von 1969 bis 1989 gebaut wurde, über 4,8 Millionen Stück verkauft, ca. 3 Millionen davon mit der TTL-Belichtungsmessung bei Arbeitsblende.

## Kleiner Überblick über die Produktionspalette der L-Reihe in zwanzig Jahren
|  | 1969 |  | LLC           |  | erste einäugige SLR der Welt mit TTL-Belichtungsmessung bei Offenblende und elektrischer Blendenwertübertragung                                                             |
|  |      |  | L             |  | wie LLC, aber ohne Belichtungsmessung |
|  | 1970 |  | LTL           |  | wie L, aber mit TTL-Belichtungsmessung bei Arbeitsblende |
|  | 1972 |  | LB            |  | wie L, aber mit Belichtungsaußenmessung |
|  | 1974 |  | VLC           |  | wie LLC, zus. mit auswechselbaren Suchereinsätzen und Bildfeldlinsen, Blitzschuh nur als Zubehör über Buchse anschließbar                                                   |
|  | 1975 |  | LTL 2         |  | wie LTL, aber Belichtungsanzeige statt mit Zeiger nun mit 2 Leuchtfeldern                                                                                                   |
|  | 1976 |  | Super TL 2    |  | wie LTL, aber nur bis 1/500 s |
|  |      |  | L 2           |  | wie L |
|  |      |  | LB 2          |  | wie LB |
|  |      |  | LTL 3         |  | wie LTL 2, aber wieder mit Zeiger |
|  |      |  | PLC 2         |  | wie LLC, aber mit verändertem Aussehen (Spannhebel, Auslöser …) |
|  |      |  | VLC 2         |  | wie VLC, aber verbesserter / hellerer Sucher |
|  | 1977 |  | EE 2          |  | erste einäugige SLR der Welt mit Belichtungsvollautomatik, bei der die Zeiten zwischen 1 und 1/1000 s elektronisch gebildet werden, in Fachkreisen damals „Kameracomputer“. |
|  | 1978 |  | Super TL 3    |  | wie Super TL 2 |
|  |      |  | MTL 3         |  | wie LTL 3 |
|  |      |  | PLC 3         |  | wie PLC 2 |
|  |      |  | VLC 3         |  | wie VLC 2 |
|  | 1979 |  | DTL 3         |  | wie LTL 2, jedoch mit Anzeige der Belichtungsmessung über vier LEDs im Sucher                                                                                               |
|  |      |  | EE 3          |  | wie EE 2, jedoch mit Messkeilpaar und Mikrorasterring |
|  |      |  | Super TL 1000 |  | wie MTL 3, aber ohne Selbstauslöser |
|  | 1981 |  | Super TL 500  |  | wie Super TL 2 |
|  | 1983 |  | MTL 5         |  | wie MTL 3, jedoch glatter Kamerabezug und andere äußerliche Kosmetik |
|  | 1985 |  | MTL 5B        |  | wie MTL 5, jedoch Wegfall der Zusatzblitzbuchse, jetzt aber mit um 45° geneigtem Tripelmesskeil, Batteriefach angepasst an Standardknopfzellen LR44/SR44                    |
|  |      |  | MTL 50        |  | wie MTL 5B, aber Anzeige der Belichtungsmessung wie bei DTL 3 mit vier LED im Sucher                                                                                        |

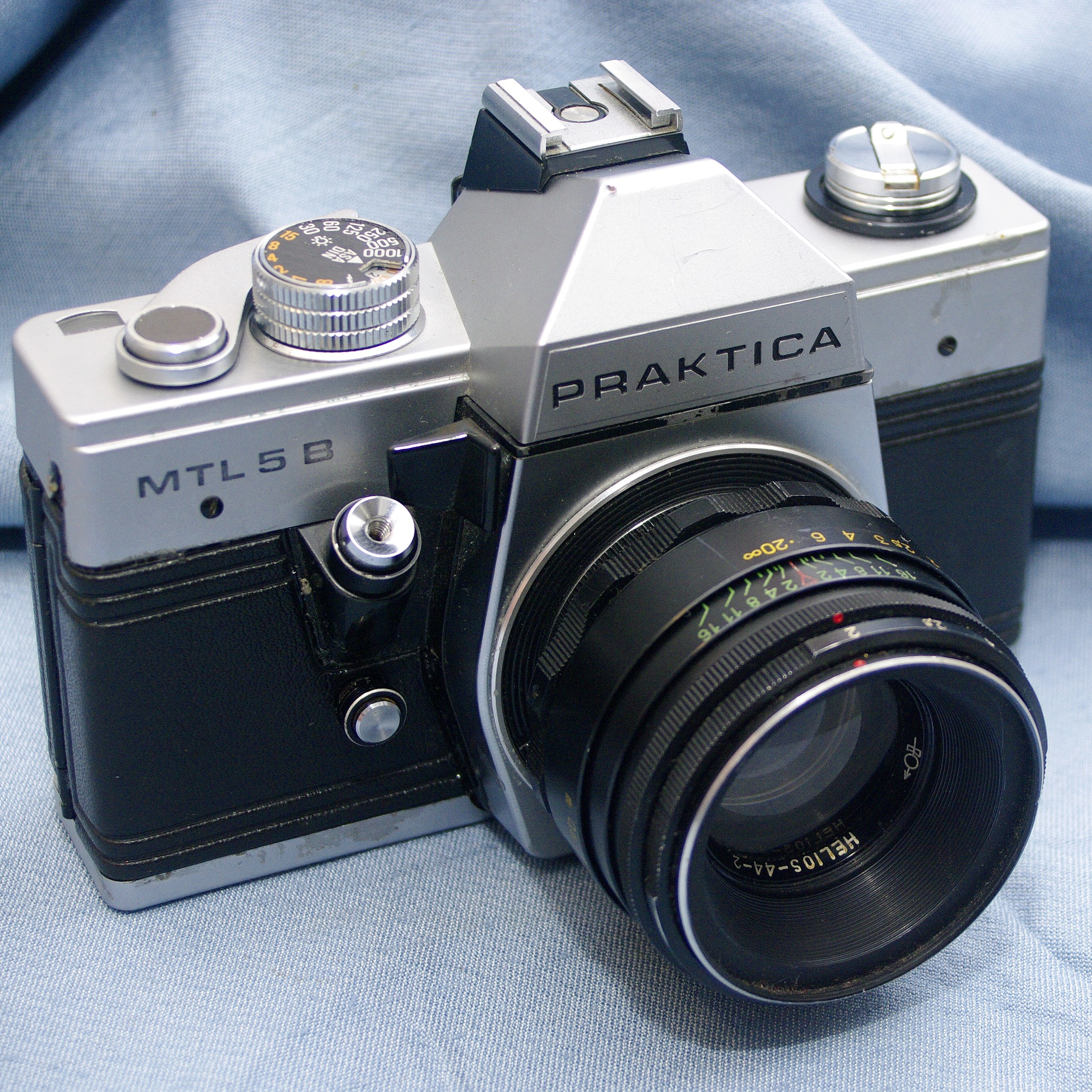
Praktica MTL 5B

Praktica MTL 5B mit geöffneter Rückwand

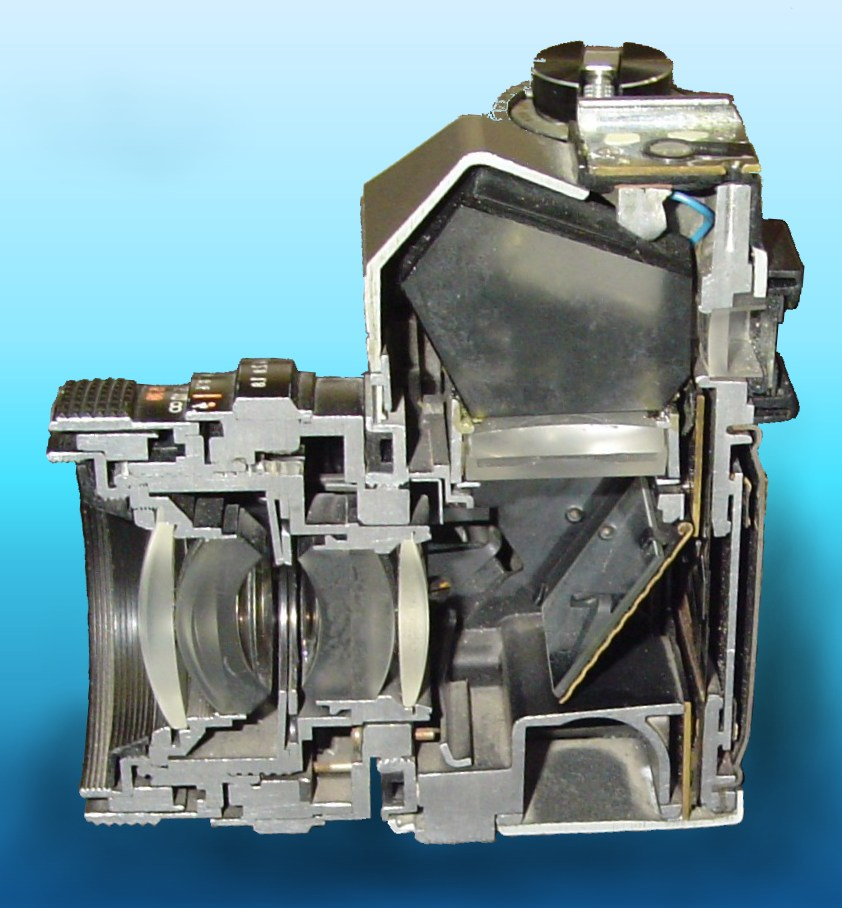
Praktica L2, zur Anschauung des Kamerainneren halbiert. Diese Bauweise liegt grundsätzlich auch heutigen digitalen Spiegelreflexkameras zugrunde.

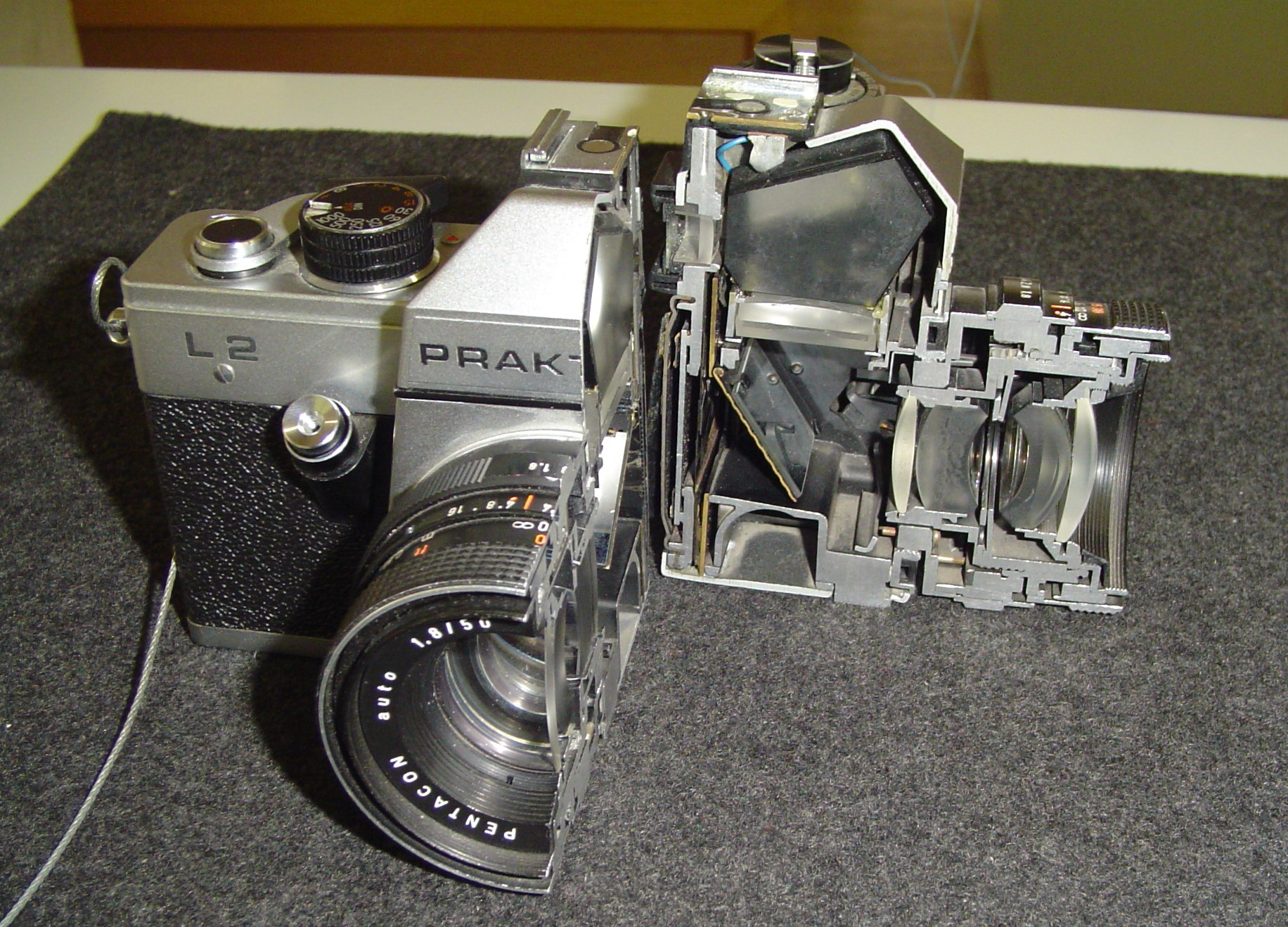
Das obige Schnittmodell zusammen mit der anderen Hälfte der Kamera.

Die Produktion der Praktica wird in Generationen eingeteilt:
1. Generation der L-Reihe (12/1969 bis 10/1978)
2. Generation (11/1975 bis 01/1980)
3. Generation (03/1978 bis 02/1984)
4. Generation (02/1980 bis 12/1989)

Gemeinsam ist allen Gehäusen der L-Reihe, dass es bei den Varianten mit Innenmessung bei Arbeitsblende über dem Auslöser eine gesonderte Messtaste gibt, die gleichzeitig die Blende auf den eingestellten Wert schließt. Bei den Gehäusen mit elektrischer Blendenwertübertragung und Offenblendenmessung wird die Messeinrichtung durch einen leichten Druck auf den Auslöser bis zum spürbaren Druckpunkt eingeschaltet. Verwendet man mit diesen Objektive ohne eingebautes Potentiometer für die Blendenwertübertragung, dann erfordert das, das Objektiv auf Rastblende umzustellen.

## Verzeichnis der Modellbezeichnungen
| L   |  | Stahllamellenschlitzverschluss                                        |
| TTL |  | Innenbelichtungsmessung (engl. “Through the Lens”)                    |
| B   |  | Belichtungsmesser eingebaut                                           |
| LC  |  | Licht-Konzentrator (light concentrator)                               |
| P   |  | Prisma                                                                |
| V   |  | Variabel (Suchersystem, Bildfeldlinsen)                               |
| D   |  | Dioden zur Belichtungsanzeige im Sucher                               |
| M   |  | Messwerkabgleich                                                      |
| EE  |  | 2 mal Elektronik (Belichtungsautomatik und Verschlusszeitensteuerung) |